# Minski Traktarny Zavod
Minski Traktarny Zavod (in bielorusso Мінскі трактарны завод?; in russo Минский тракторный завод?, Minskij Traktornyj Zavod; acronimo МТЗ, MTZ) è un'azienda metalmeccanica con sede a Minsk, capitale della Bielorussia.

## Storia
Lo stabilimento è stato fondato il 29 maggio 1946, quando il Governo Sovietico deliberò la costruzione di un impianto per la produzione di trattori agricoli a Minsk, in Bielorussia. Nel 1948 iniziò la progettazione dei primi due modelli, i ruotati MTZ-1 ed MTZ-2, con il secondo che entrò in produzione il 14 ottobre 1953. Il primo trattore cingolato, il KD-35, era uscito dalla linea di produzione il 4 novembre 1950. 
Nel 1958 fu progettato il nuovo, più potente trattore modello MTZ-50, dotato di trazione posteriore, e l'anno dopo l' MTZ-52, primo trattore con trazione integrale. I modelli furono messi in produzione nel 1961 e nel 1962. 
Dal 1974 MTZ produce i trattori MTZ-80 e MTZ-82 di gran successo sul mercato sovietico, in quello estero e, dal 1991, nei paesi dell' ex URSS.
Durante l'era dell'Unione Sovietica, l'azienda fu insignita dell'Ordine di Lenin e dell'Ordine della Rivoluzione d'Ottobre. 
Nel 1995 lo stabilimento produsse il 3.000.000 trattore. Nel 1999 produceva il 58% di tutti i trattori prodotti nella Comunità degli Stati Indipendenti. 
Nel 2005 aveva quasi 20.000 lavoratori. Lo stabilimento produce oltre 62 modelli di veicoli agricoli. La sua principale produzione civile è stata costituita dai trattori a quattro ruote modello "MTZ", noti come Belarus. Nel 2017, la sua quota nella produzione di trattori nei paesi della CSI salì all'87%. Il marchio detiene da diversi anni una quota dell'8-10% del mercato mondiale dei trattori gommati. 
L'esportazione di trattori in Europa occidentale iniziò già negli anni '60, il modello esportato più popolare era Mtz-50 (52). Non c'erano grandi differenze tra quelli esportati e quelli non esportati, tranne che i trattori esportati erano verniciati di rosso. 
Dal 2000 i trattori dello stabilimento fabbricati per l'esportazione sono certificati secondo gli standard dell'Unione Europea. 
Nel 2013, i trattori Belarus sono stati certificati negli Stati Uniti dalla Environment Protection Agency (EPA) e in Canada da Environment Canada e hanno ricevuto la piena approvazione per la loro importazione e distribuzione in entrambi i paesi. Dal 2010, la distribuzione dei trattori bielorussi negli Stati Uniti e in Canada viene effettuata tramite il distributore locale MTZ Equipment Ltd.
Uno dei fattori che hanno contribuito al ritorno dei trattori MTZ in Nord America è stato il fatto che l'azienda ha iniziato a produrre trattori con motori diesel ad accensione spontanea conformi agli attuali standard sulle emissioni, tra cui i Tier 3 / 4i / 4 (USA / Canada) ed Euro 3a, 3b, 4 (Europa). 
Nel 2017 è stato esportato il 92,1% dei 31.011 trattori prodotti; gli otto paesi che hanno importato più "Belarus" sono stati: Russia (11.135), Pakistan (4.845), Ucraina (4.028), Kazakistan (2.106), Azerbaigian (1.637), Ungheria (871), Romania (812) e Lituania (736).

## Produzione

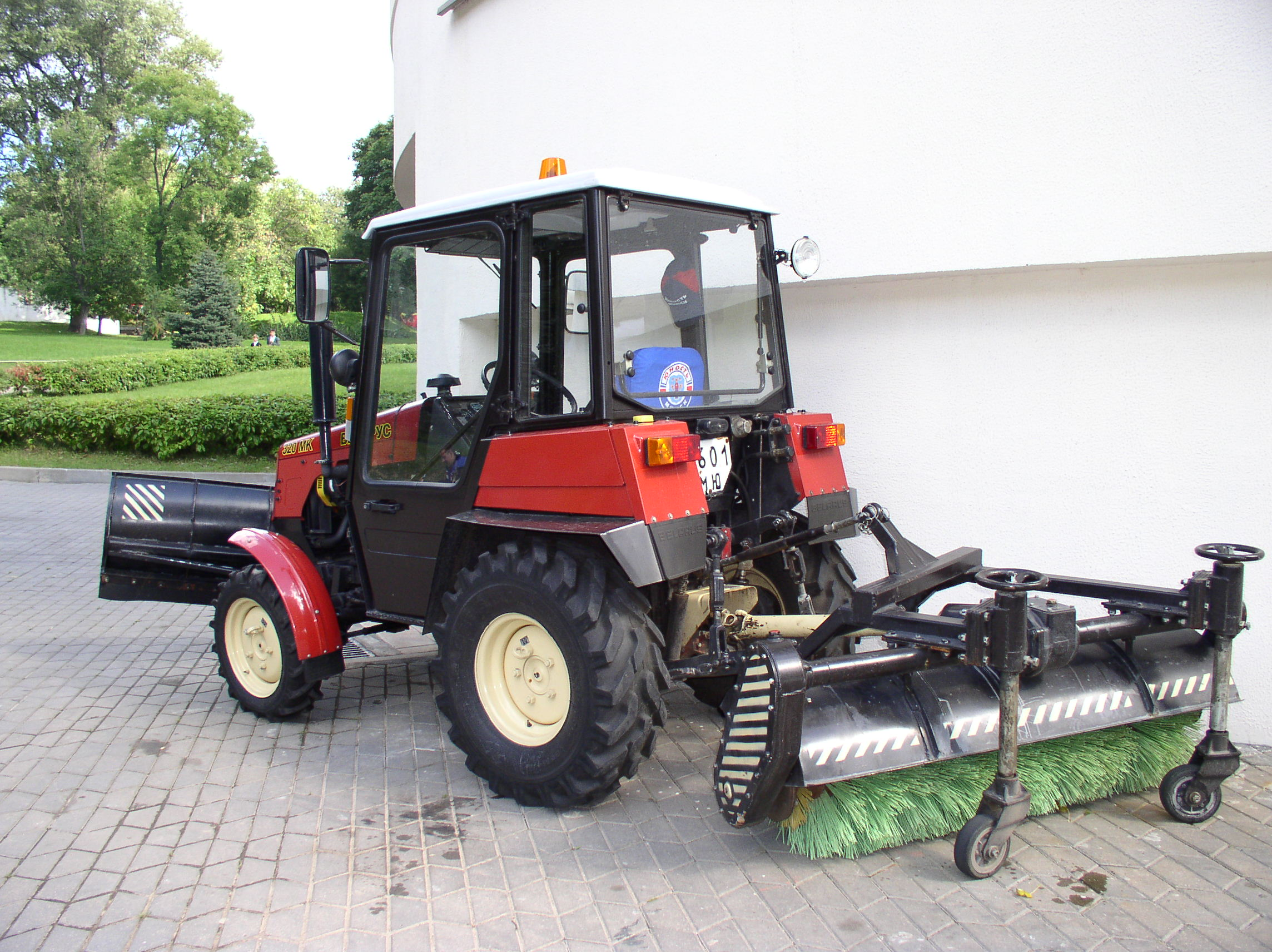
MTZ-320 MK-1 per i servizi comunali

### Mini-trattori
- MTZ-09H;
- Belarus-112;
- Belarus-132;
- Belarus-152.

### Trattori

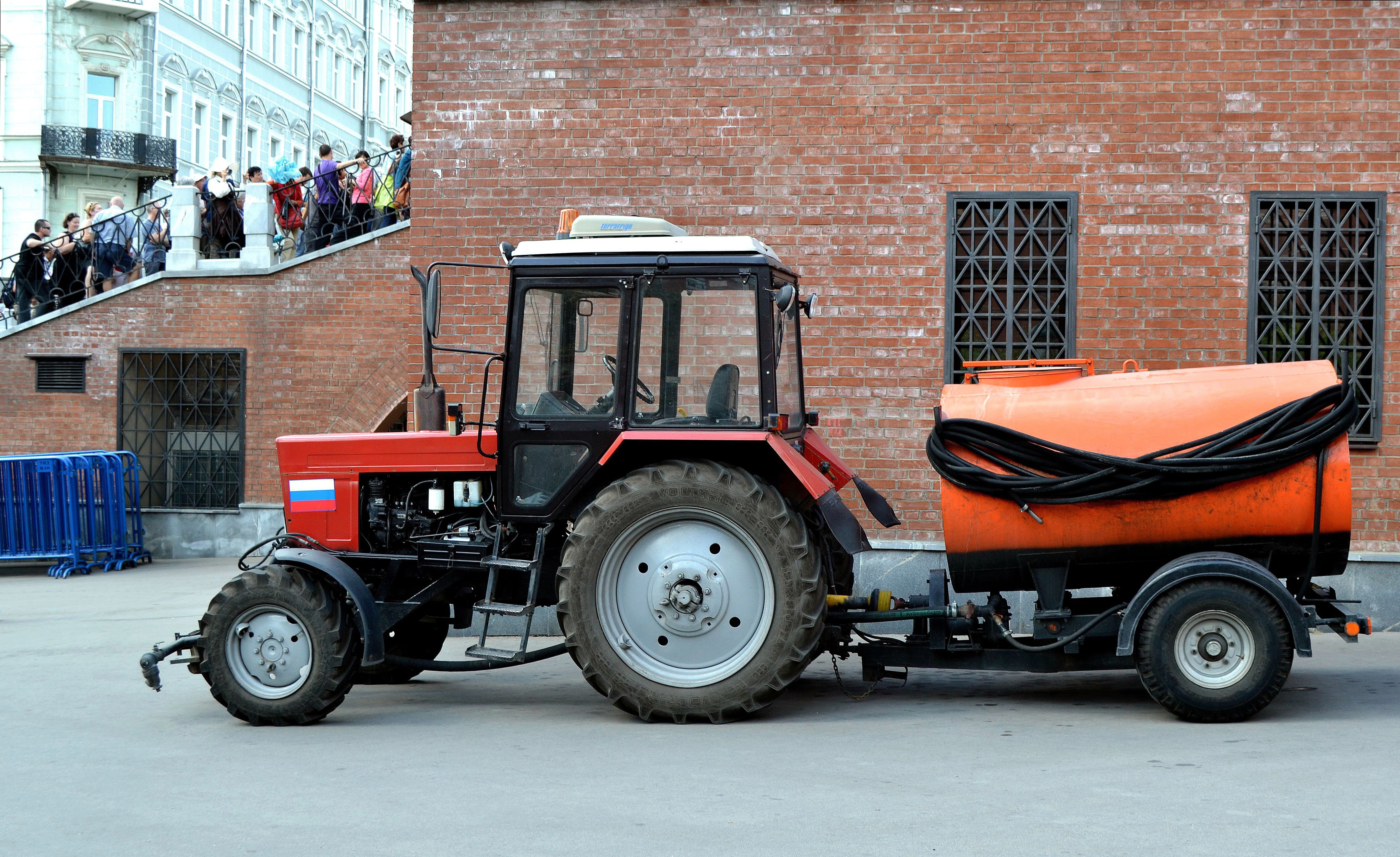
Il più popolare MTZ-82.1 partecipa alla pulizia delle strade a Mosca

- Belarus-80.1;
- Belarus-82 (82.1, 82.3);
- Belarus-90;
- Belarus-92;
- Belarus-310;
- Belarus-320;
- Belarus-321;
- Belarus-422;
- Belarus-510;
- Belarus-512;
- Belarus-520;
- Belarus-522;
- Belarus-572;
- Belarus-622;
- Belarus-742.7;
- Belarus-820;
- Belarus-826;
- Belarus-892;
- Belarus-920;
- Belarus-922.3;
- Belarus-923.3;
- Belarus-1021;
- Belarus-1025.2;
- Belarus-1220.3;
- Belarus-1221.2;
- Belarus-1523;
- Belarus-2022.3;
- Belarus-3022DTS.1;
- Belarus-3522.

### Trattori speciali
- Belarus-80X;
- Belarus-100X;
- Belarus-920R;
- Belarus-921.3;
- Belarus-921.4-10 / 91.

### Trattori cingolati
- Belarus-1502 (1502-01);
- Belarus-2103;

### Equipaggiamenti speciali
- tecnologia forestale
- cura dei terreni
- telai per trattore universale
- attrezzature minerarie
- trattori cingolati
- manipolatori
- motozappe e trattori

### Nuovi sviluppi
Belarus-3023; MTZ EP-491; MTZ MU-466. 

## Sport e cultura
Fino al 2010 l'azienda ha sponsorizzato la squadra di calcio della Vyšėjšaja Liha MTZ-RIPO Minsk. Le partite sono state giocate allo stadio Traktar, che si trova vicino allo stabilimento. 

## Galleria d'immagini

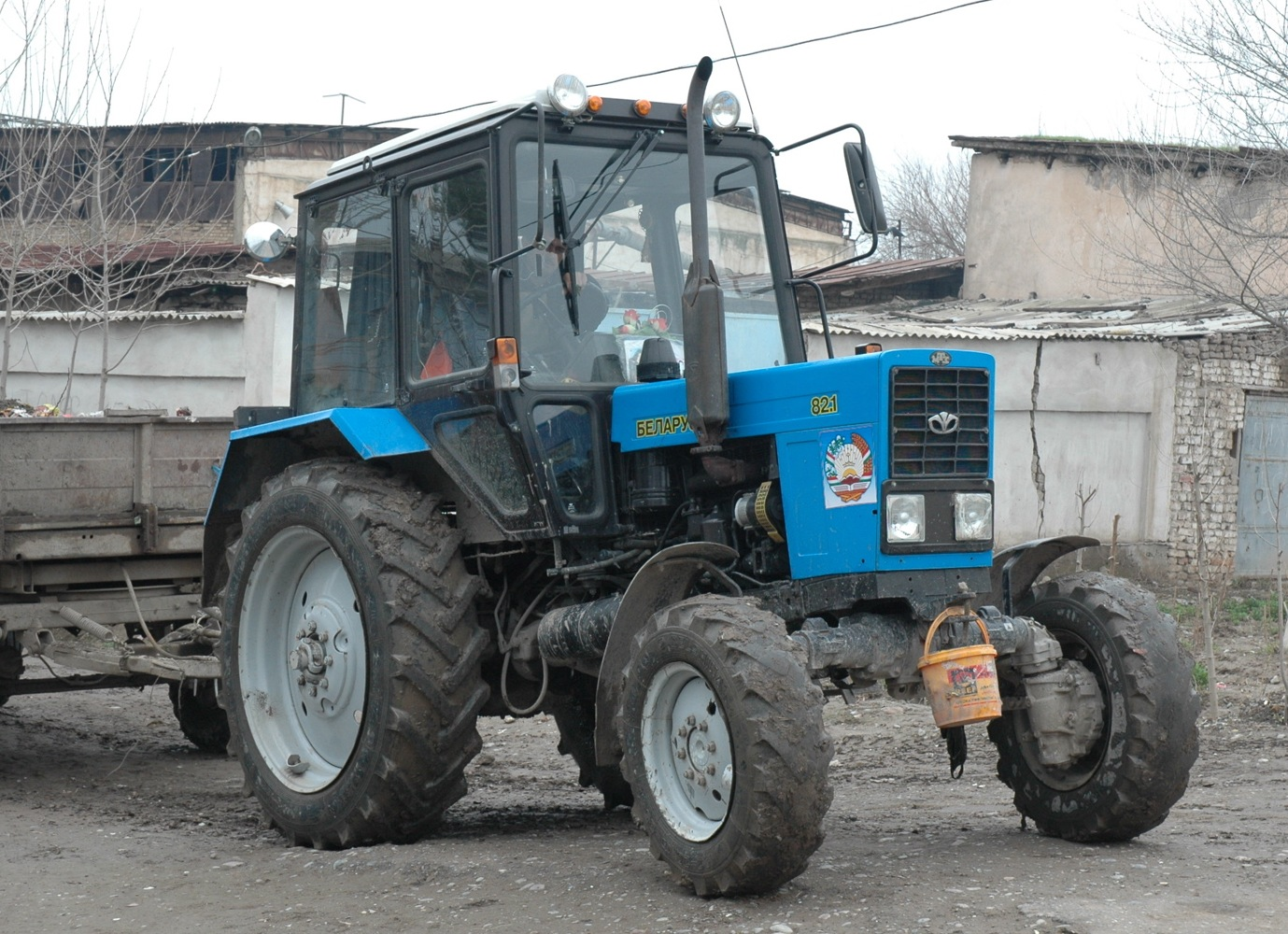
MTZ-82
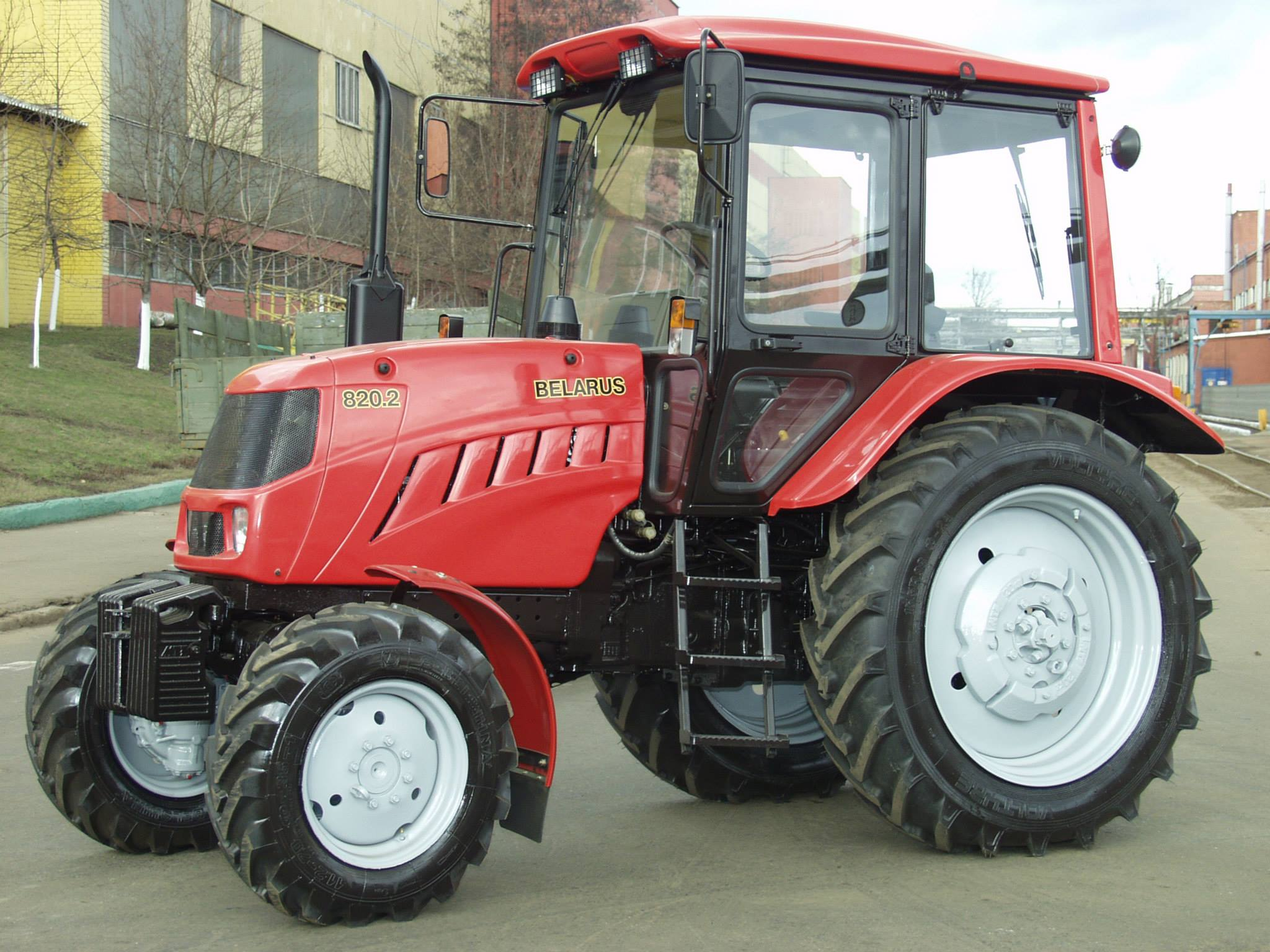
MTZ-820
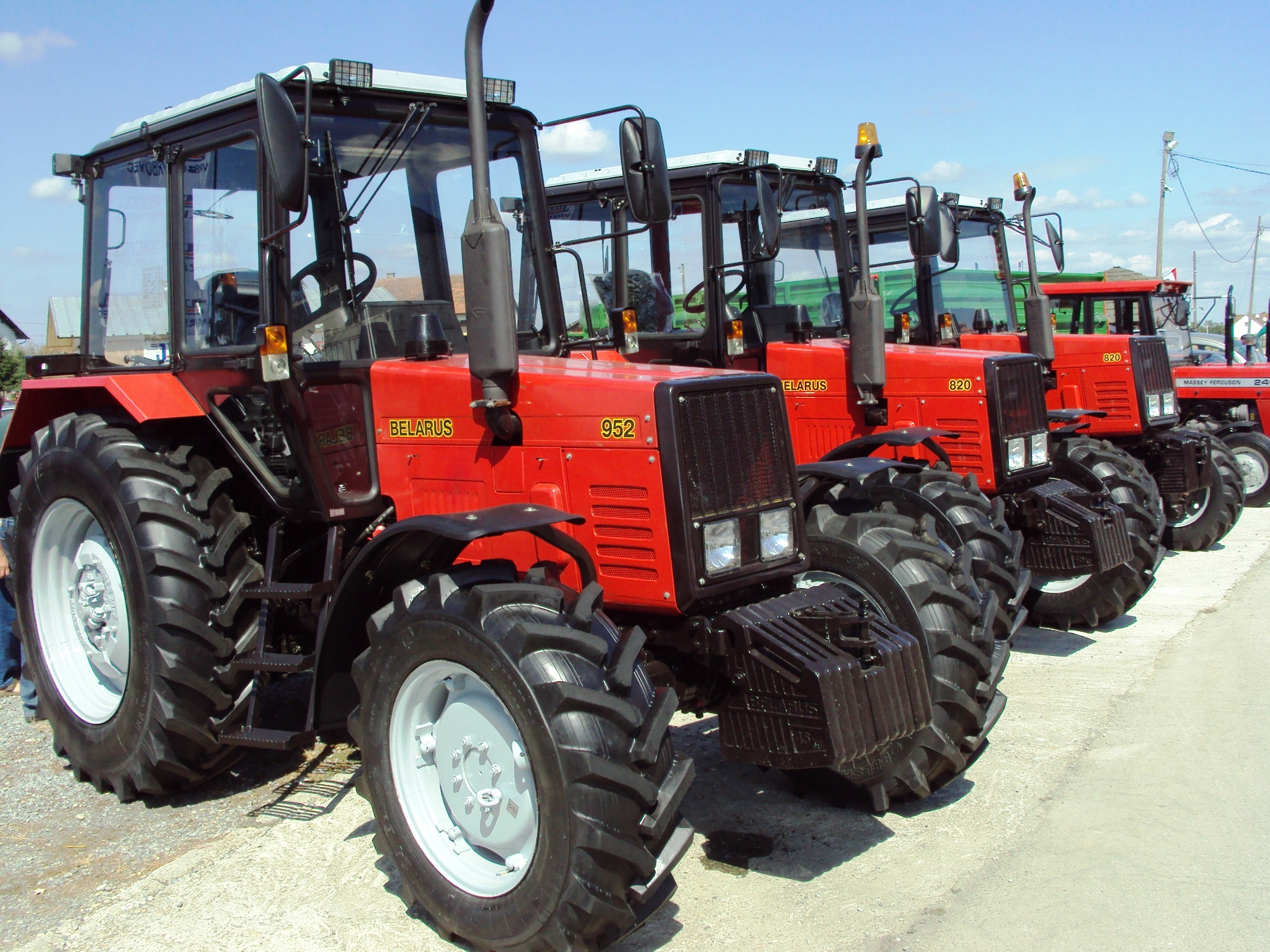
MTZ-952
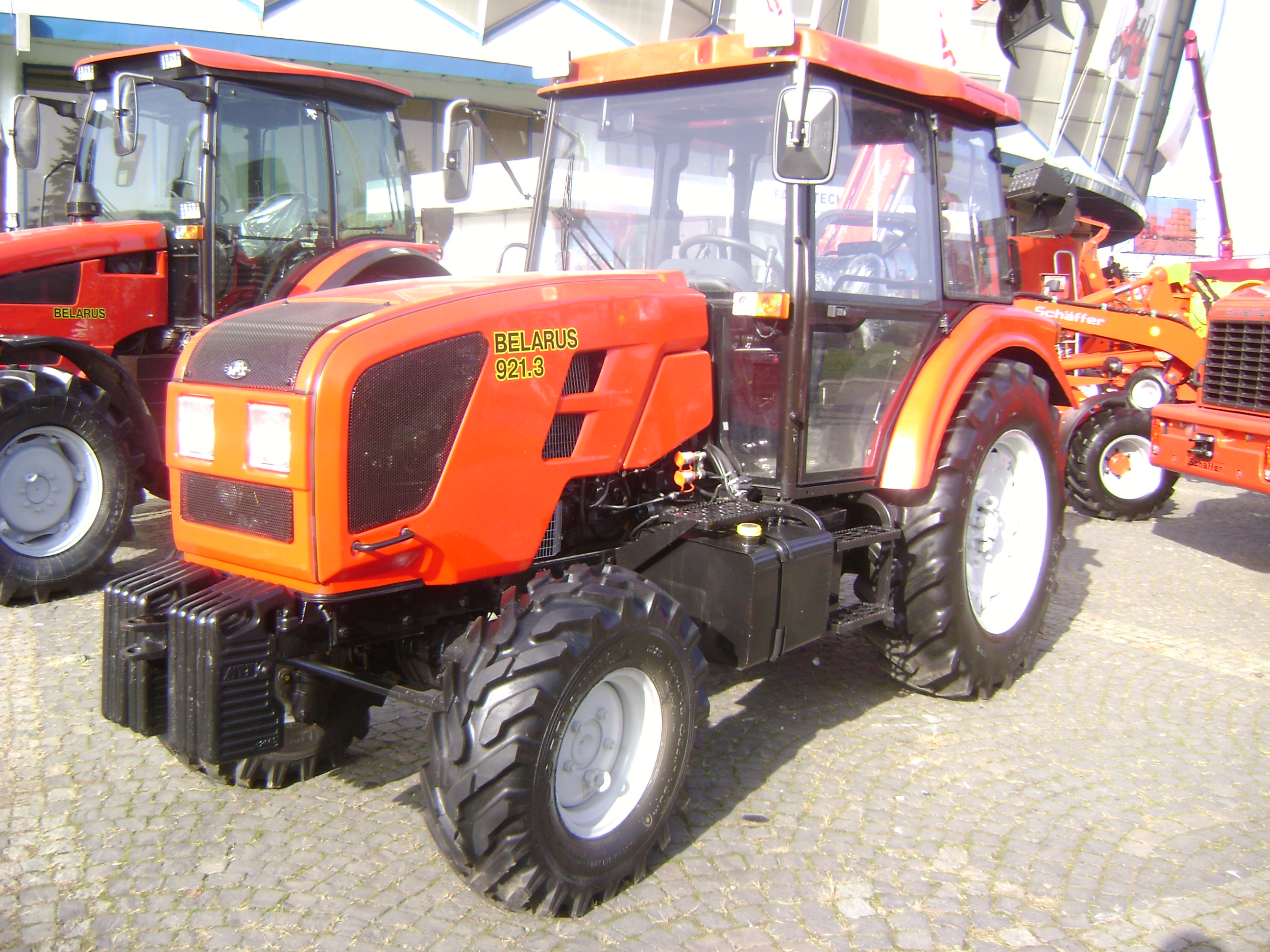
MTZ-921
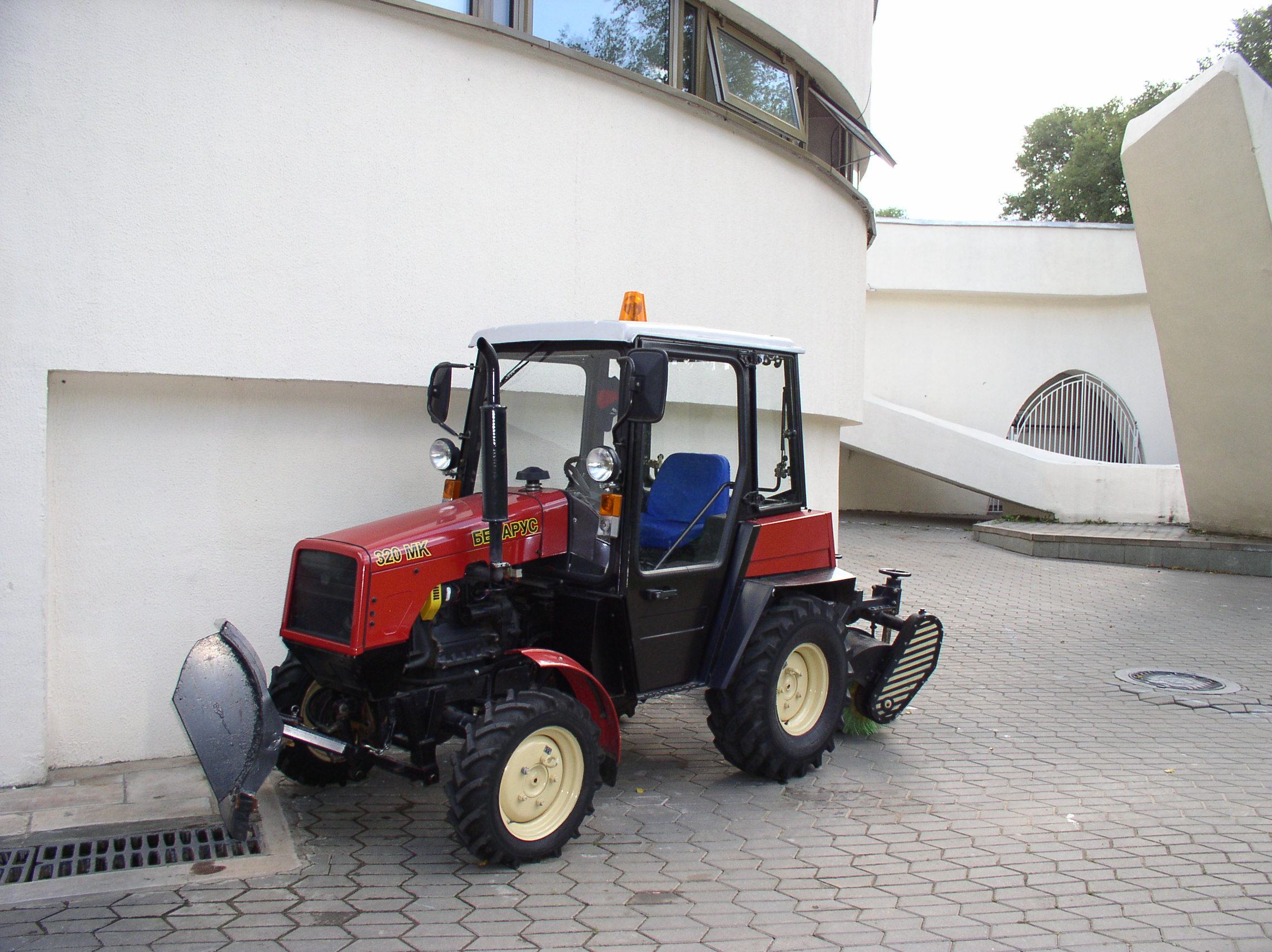
MTZ-320
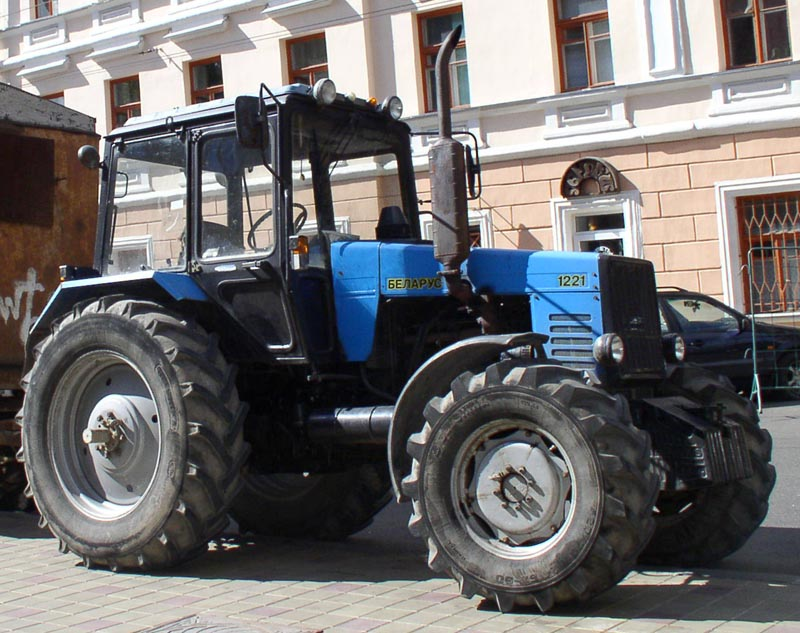
MTZ-1221
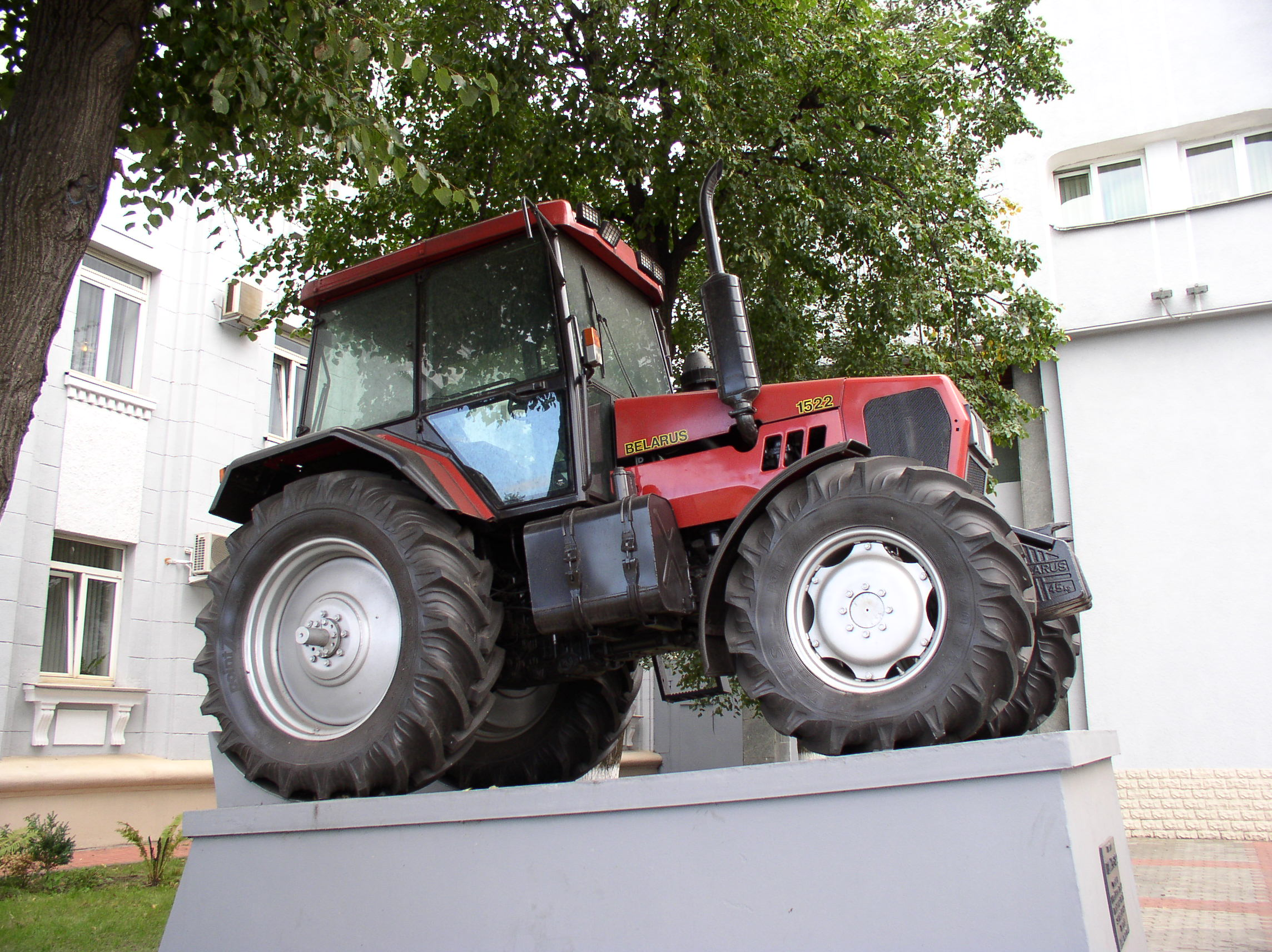
MTZ-1522
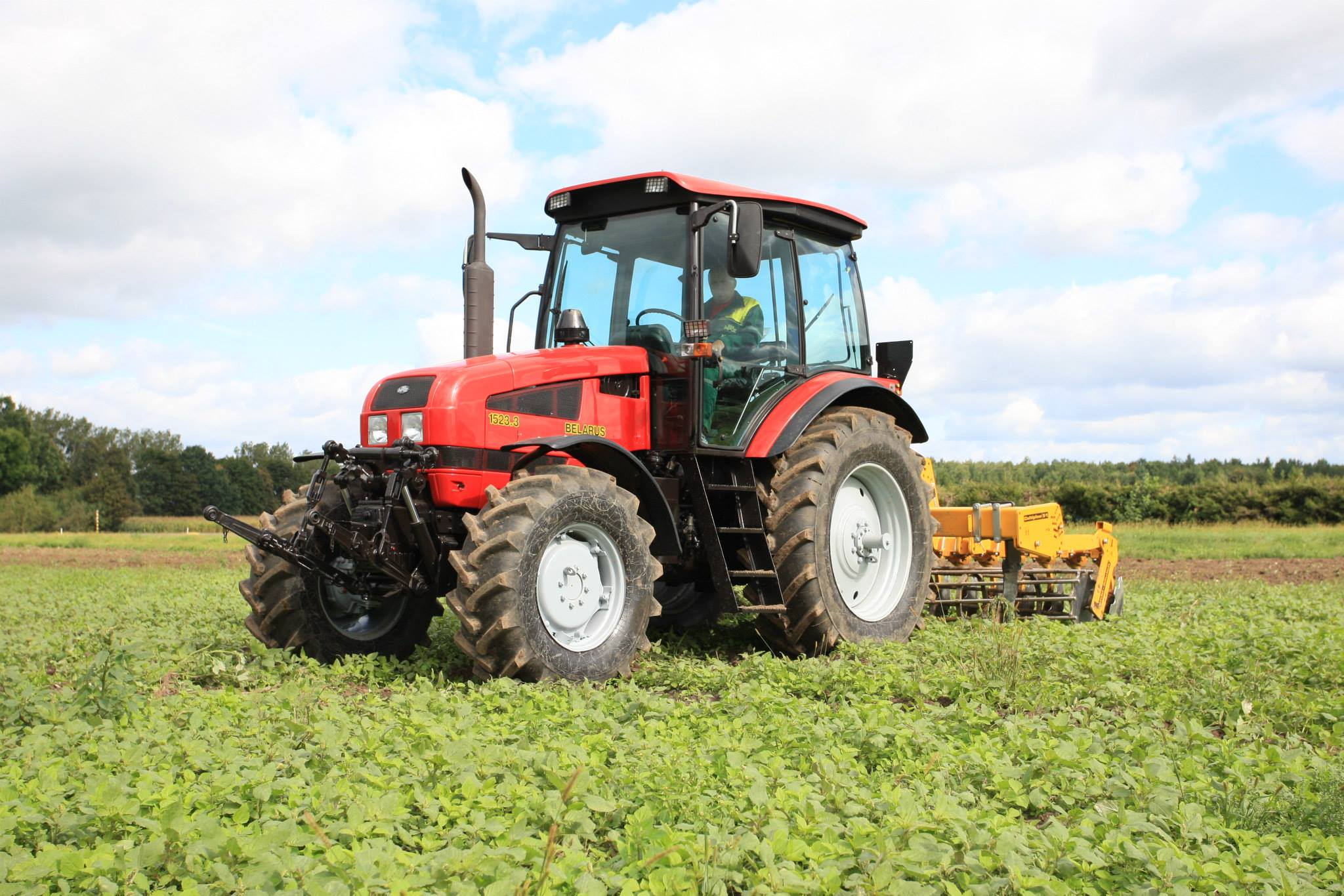
MTZ-1523
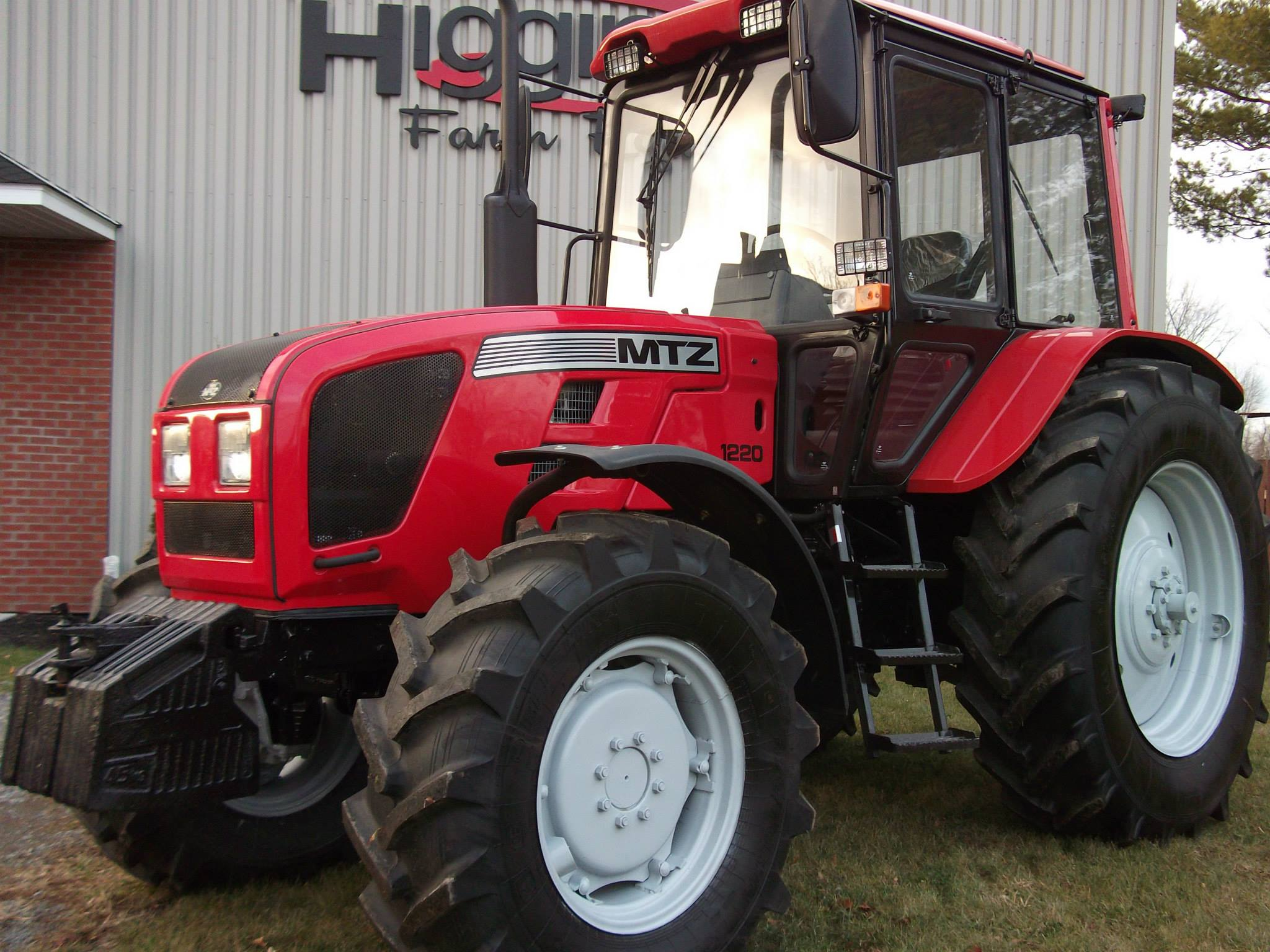
MTZ-1220
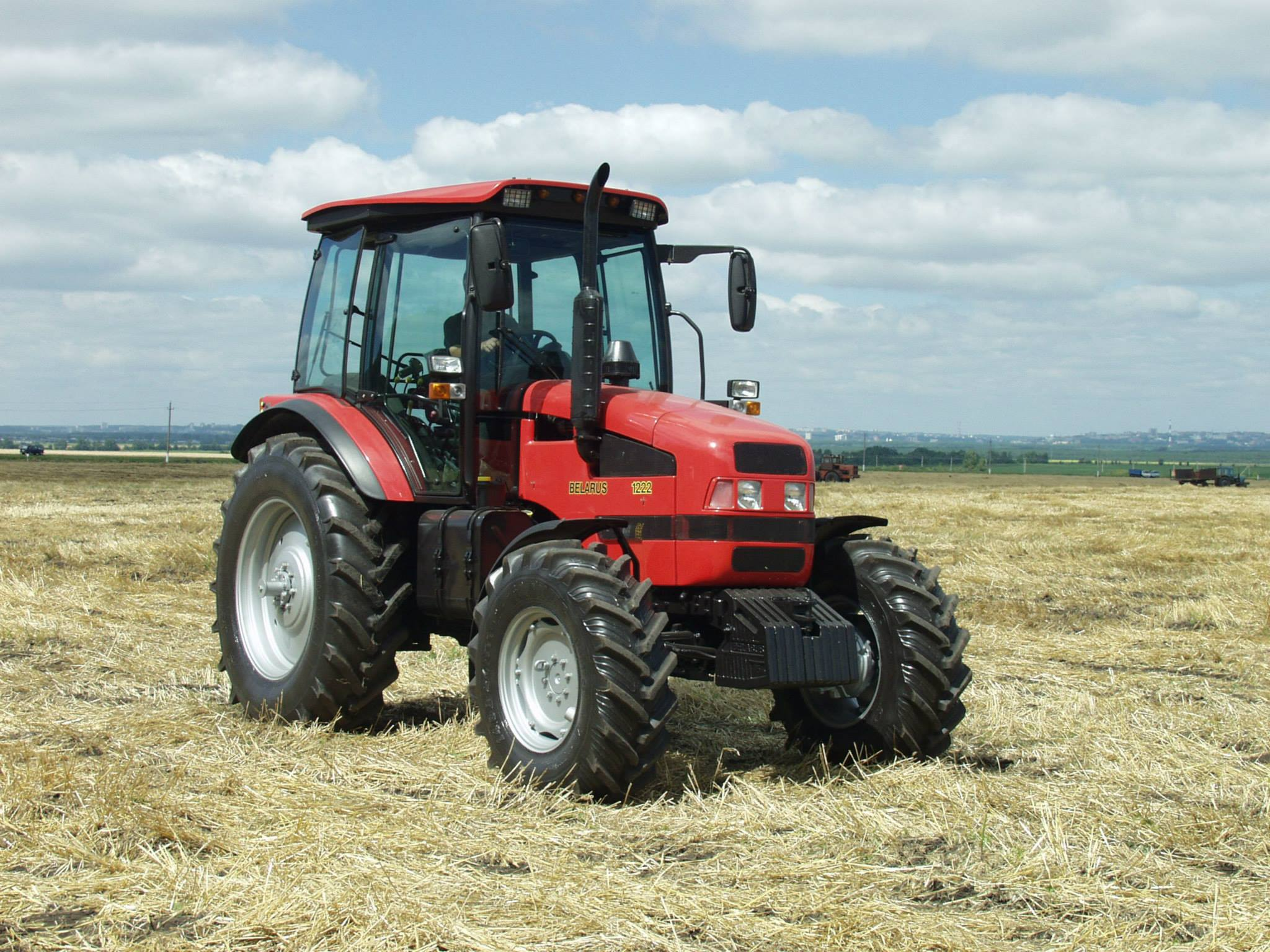
MTZ-1222
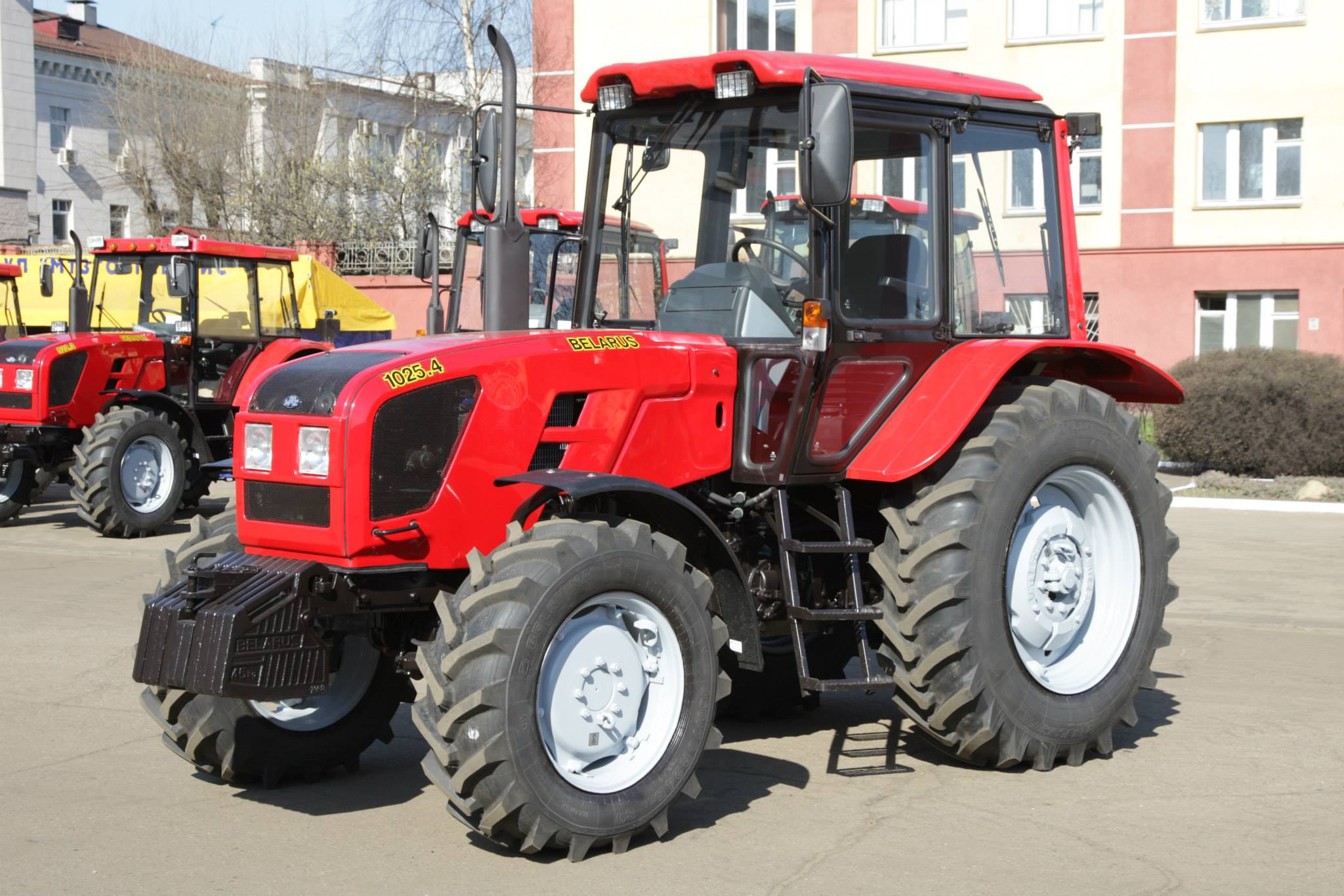
MTZ-1025
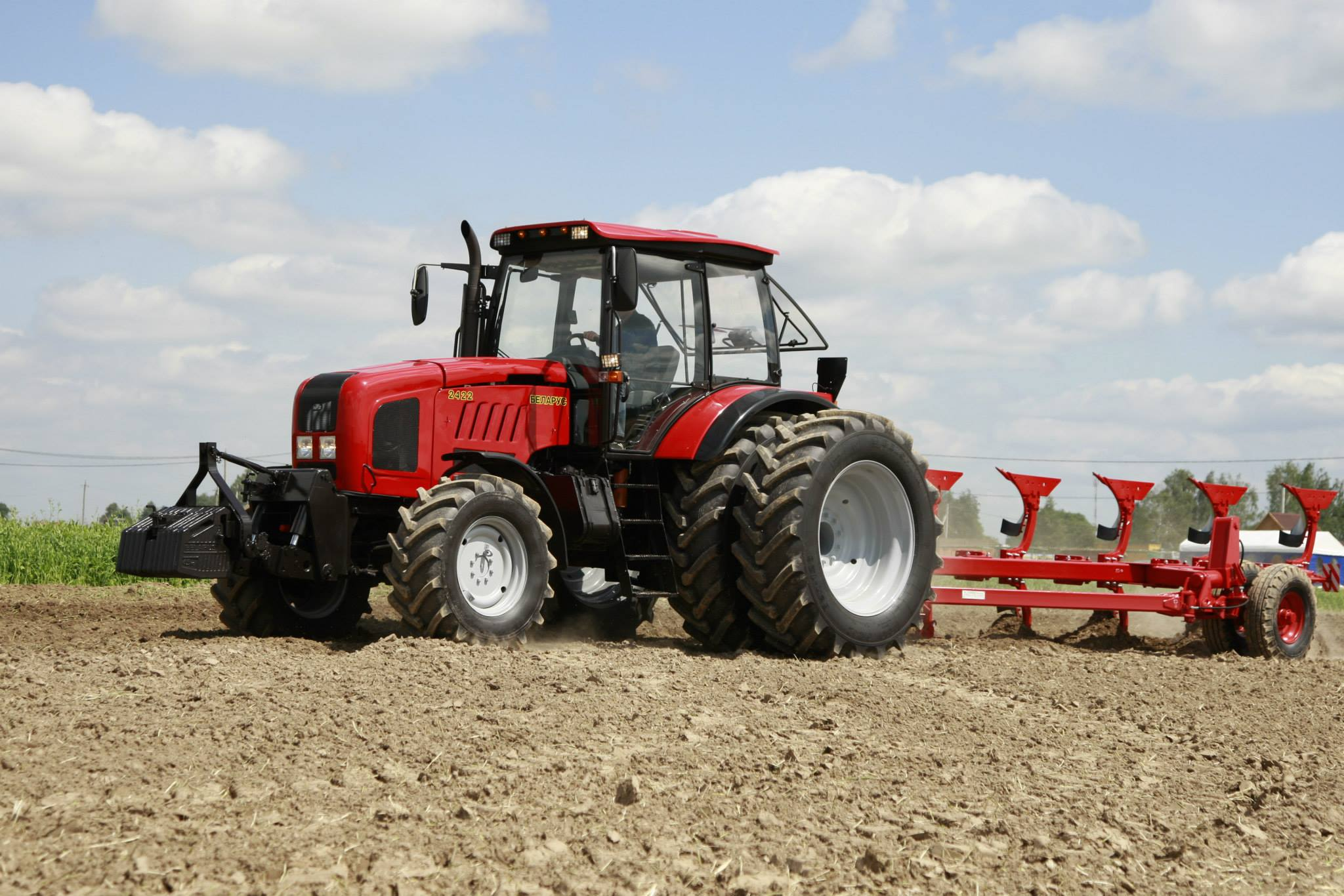
MTZ-2422
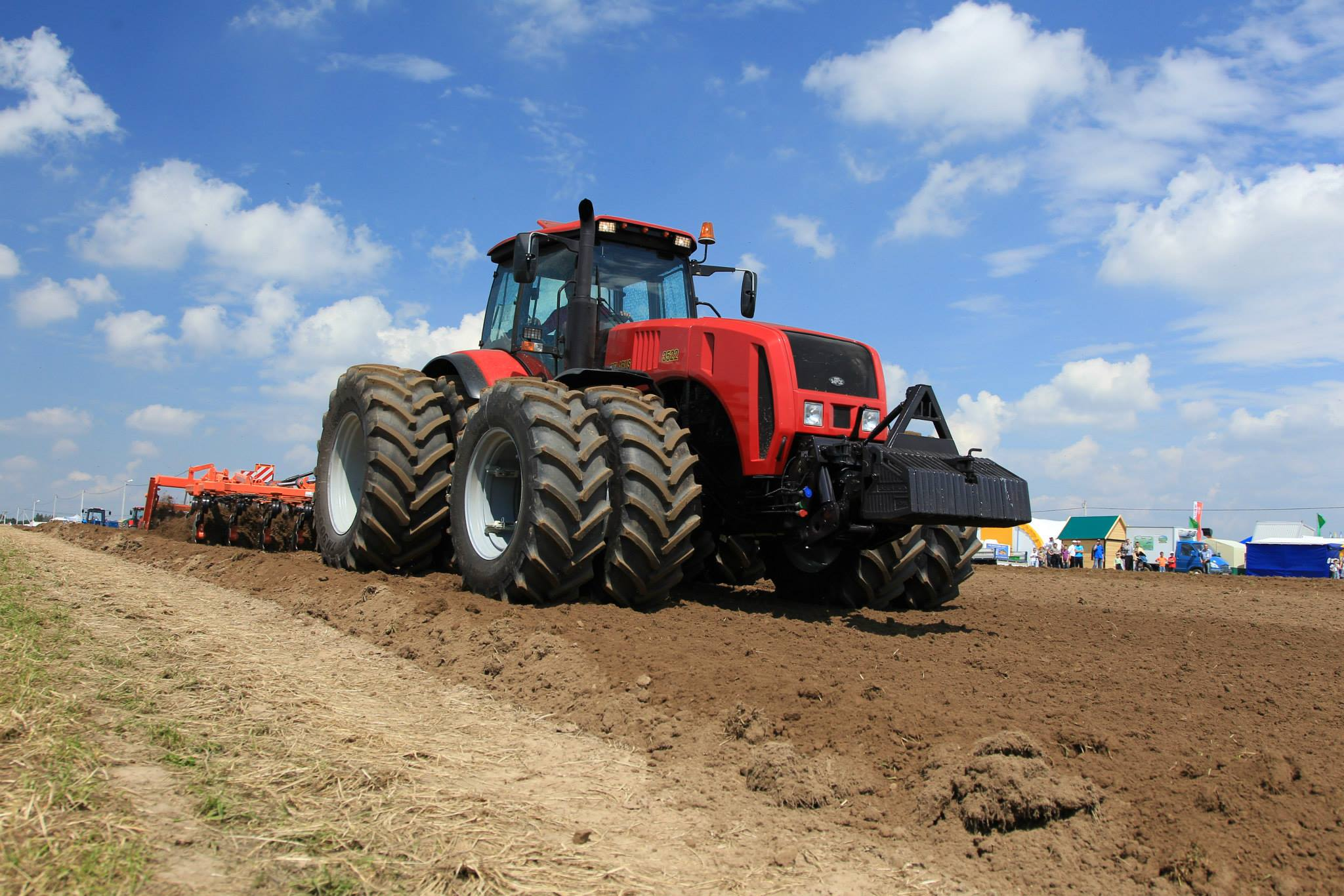
MTZ-3022
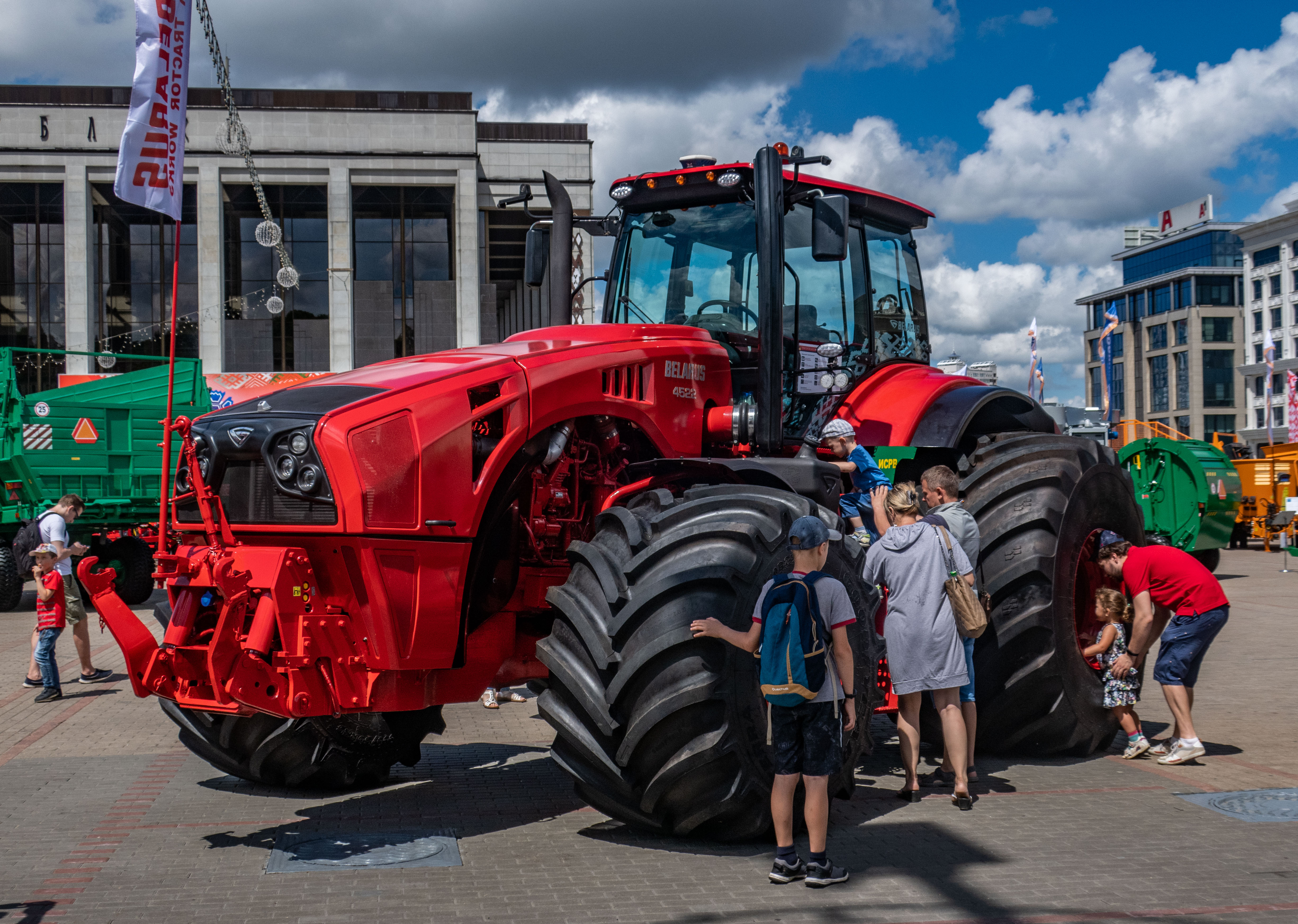
MTZ-4522
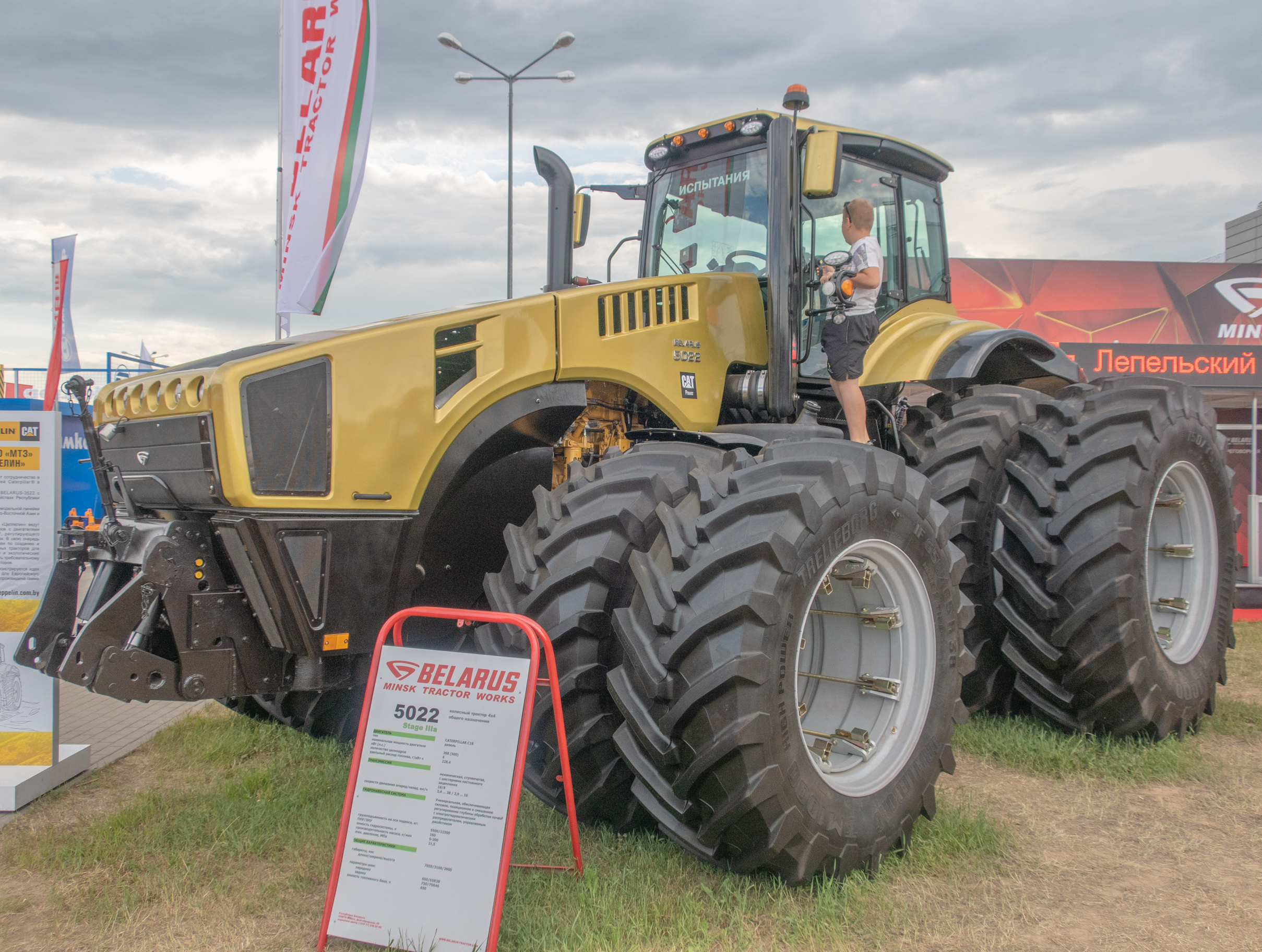
MTZ-5022
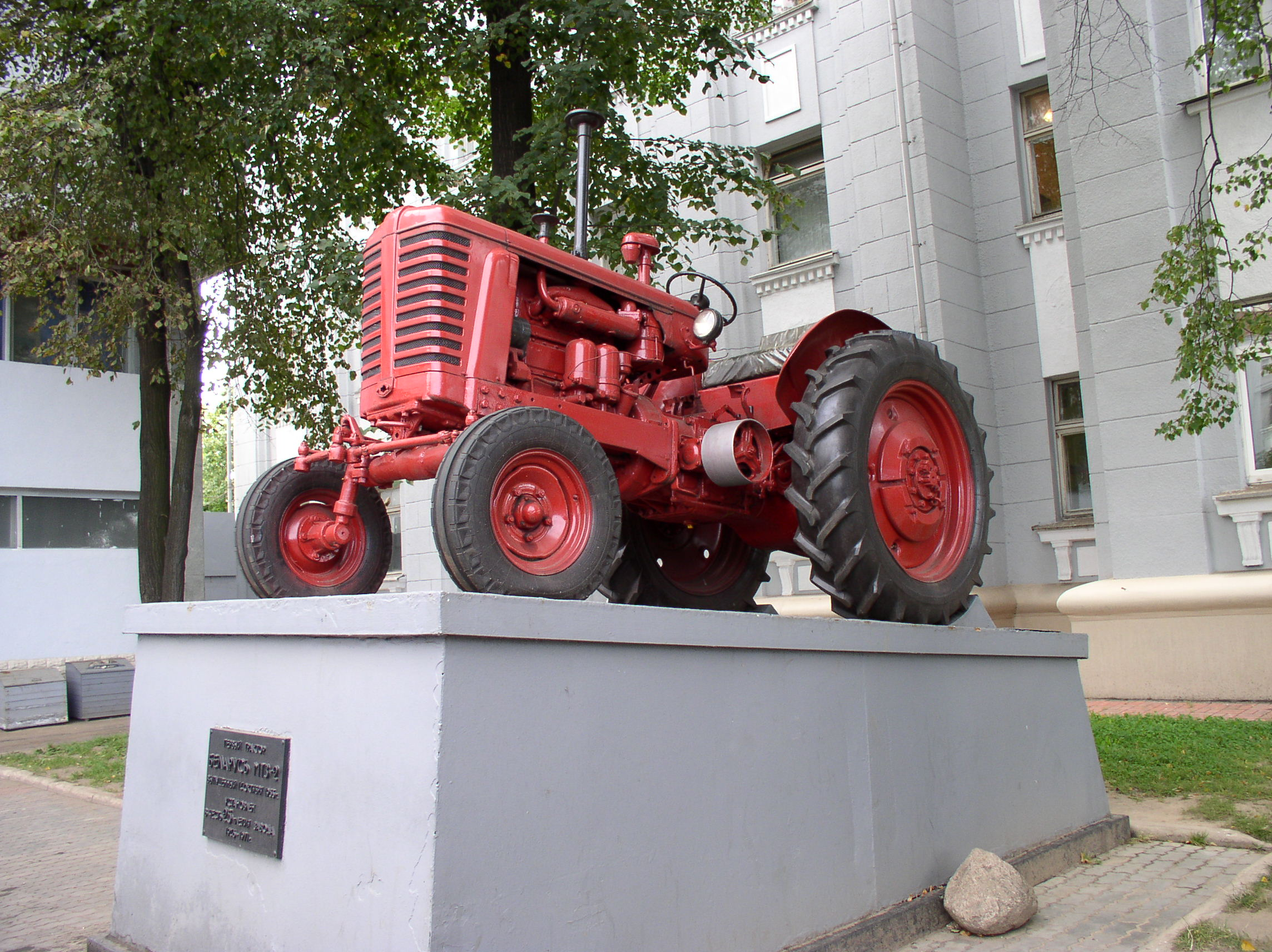
Trattore MTZ-2 (1954-1958) esposto vicino alla fabbrica di Minsk
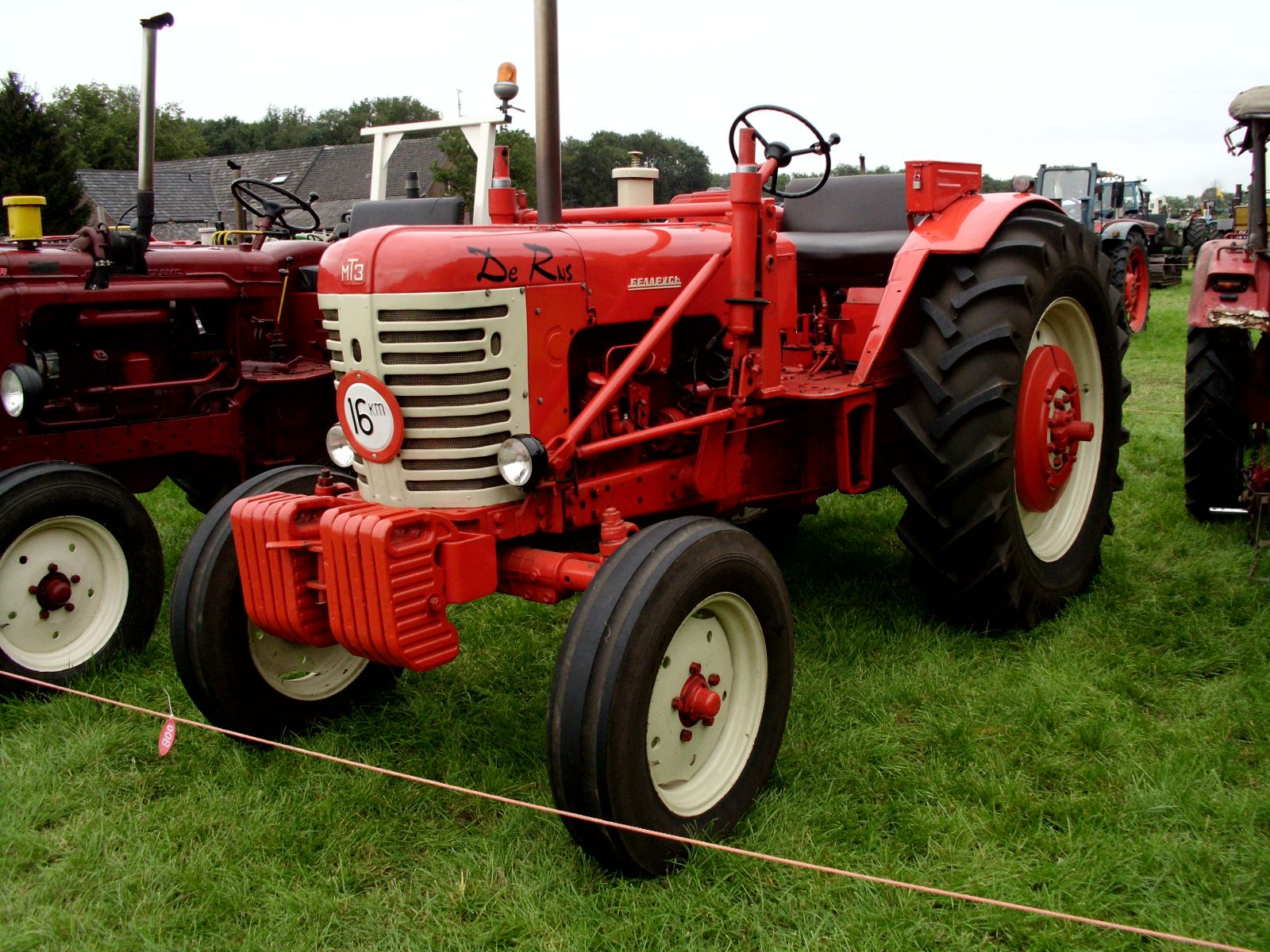
MTZ-5 (1957-1972)
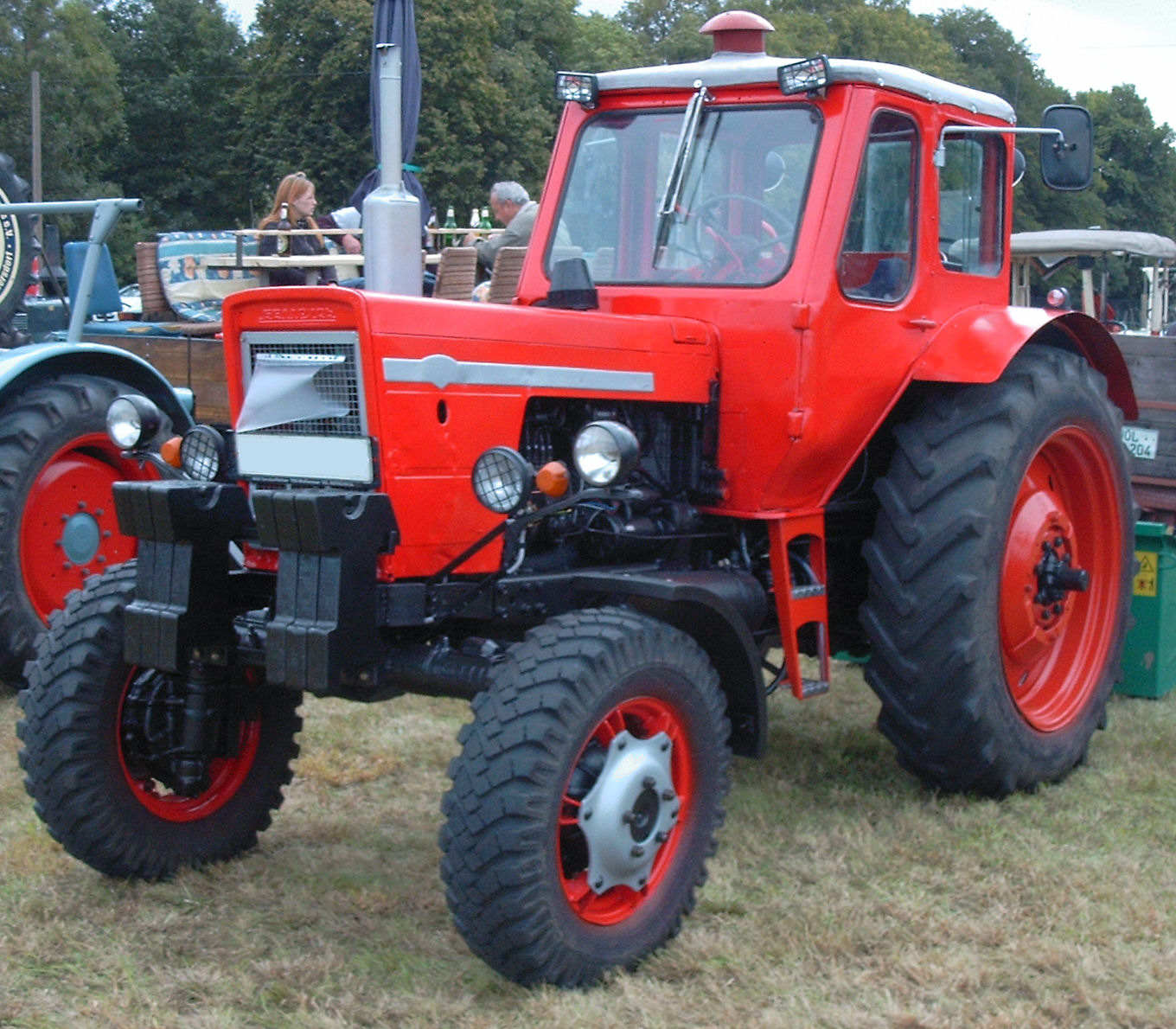
MTZ-52 (1962-1985)
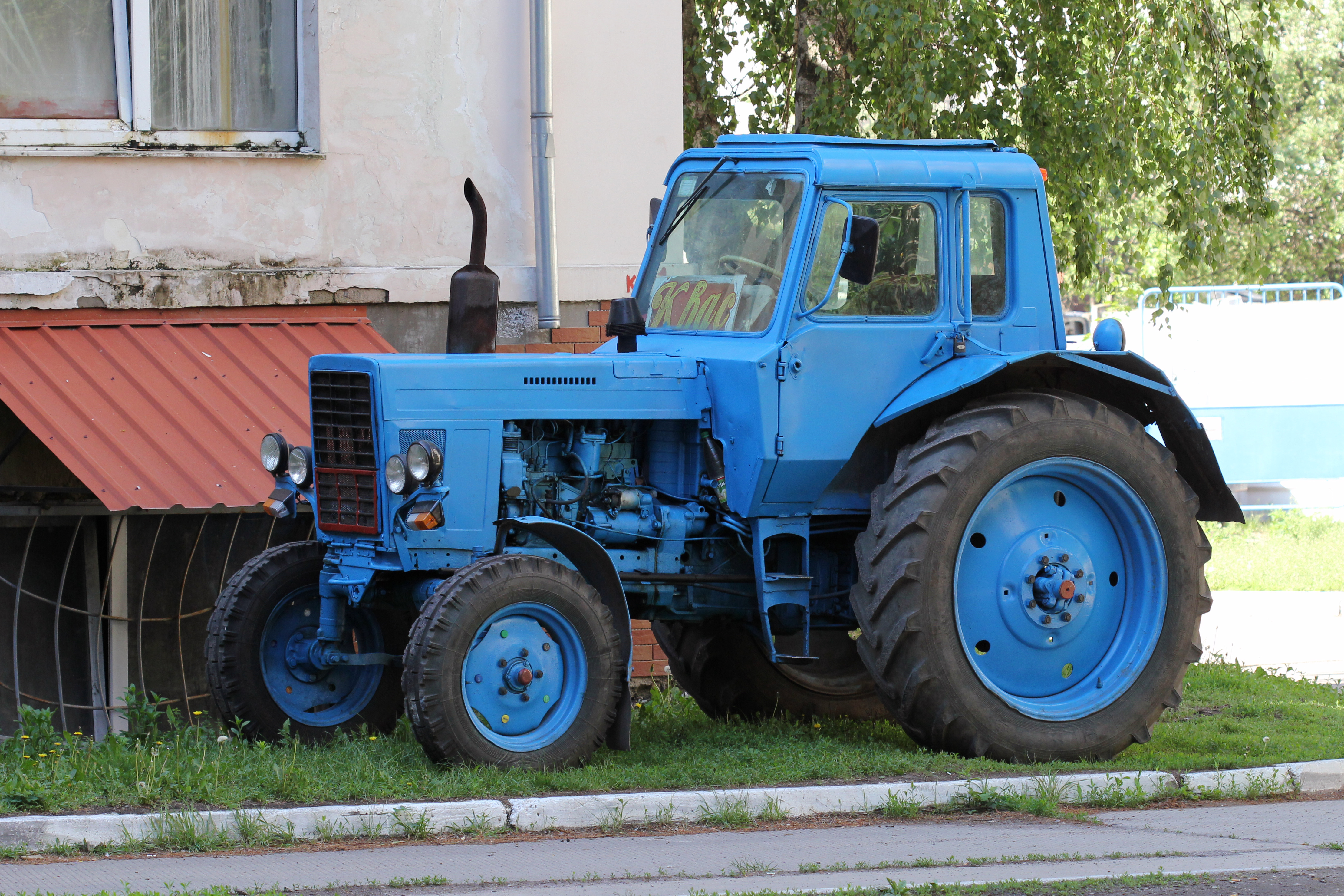
MTZ-80 (dal 1974)
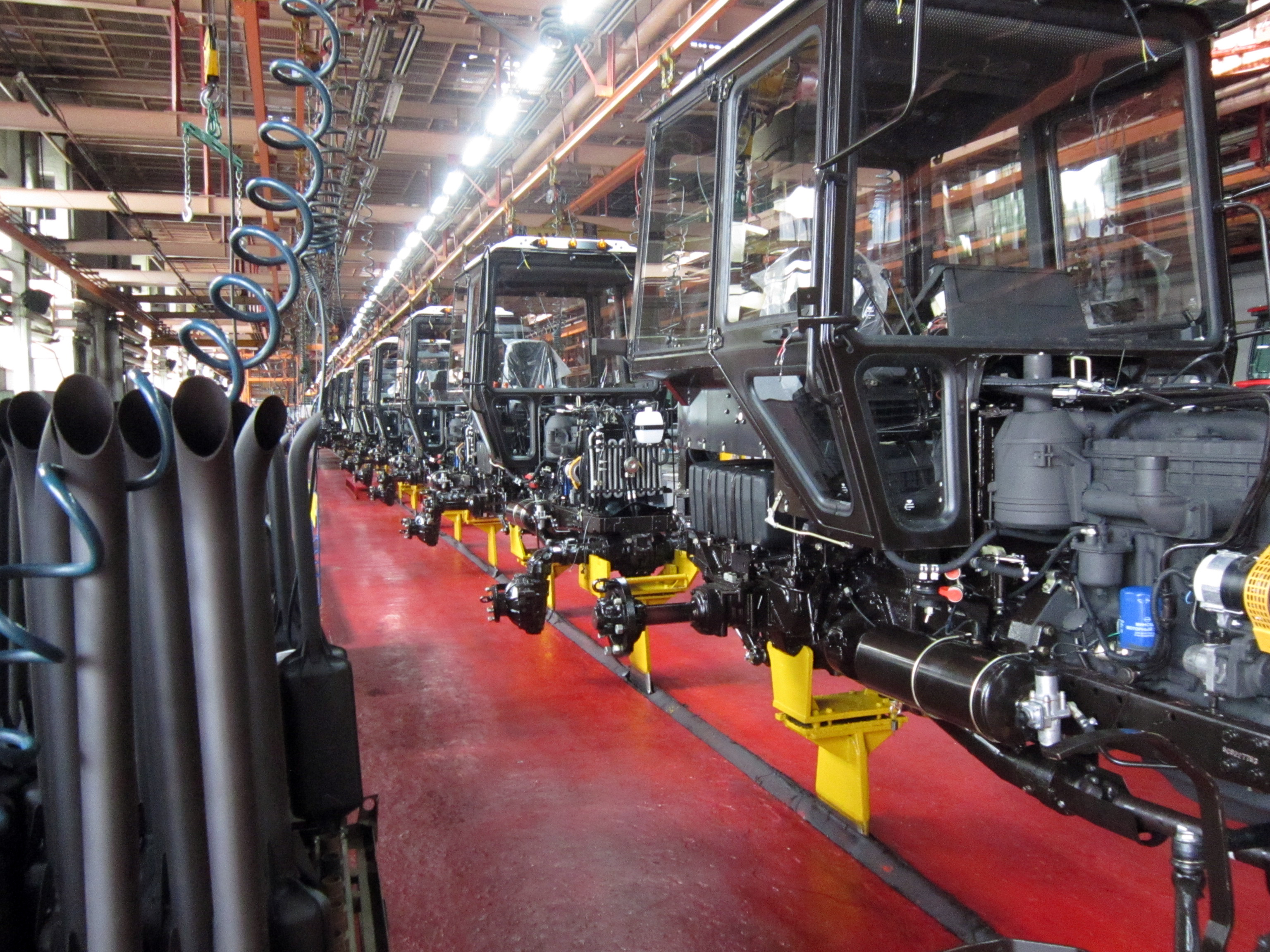
Linea di assemblaggio principale